# 经海一路站
经海一路（京东方）站是一个位于中国北京市通州区台湖镇科创街与经海一路交叉口，属于北京地铁亦庄有轨电车T1线的有轨电车站，东南方向为京东方厂区。

## 结构
| 地面 | 侧式站台，右側開门               | 侧式站台，右側開门 |
| 地面 | █ 亦庄T1线往屈庄（亦创会展中心） |                    |
| 地面 | █ 亦庄T1线往定海园（定海园西）   |                    |
| 地面 | 侧式站台，右側開門               |                    |